# Proton X50

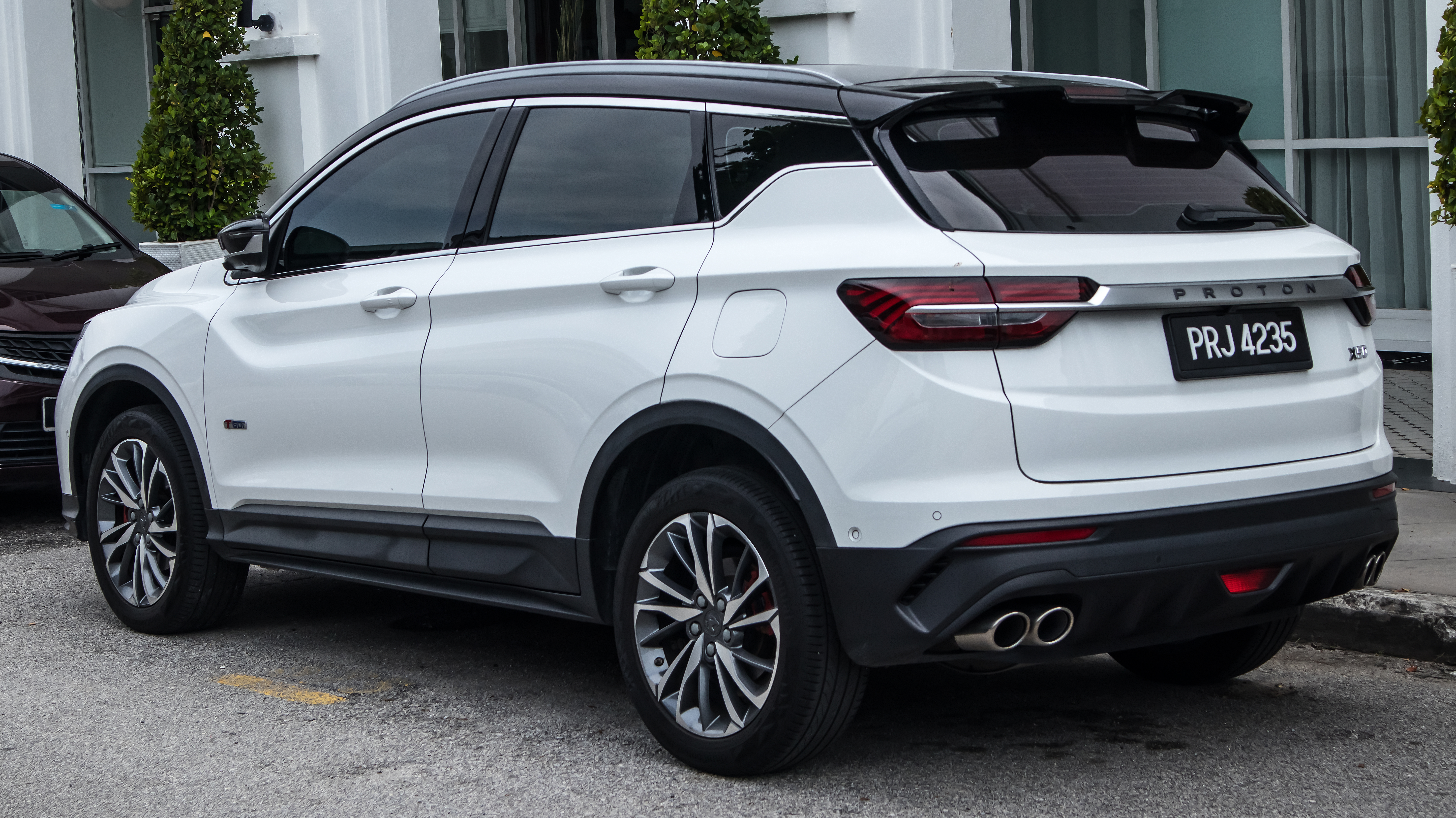
Heckansicht

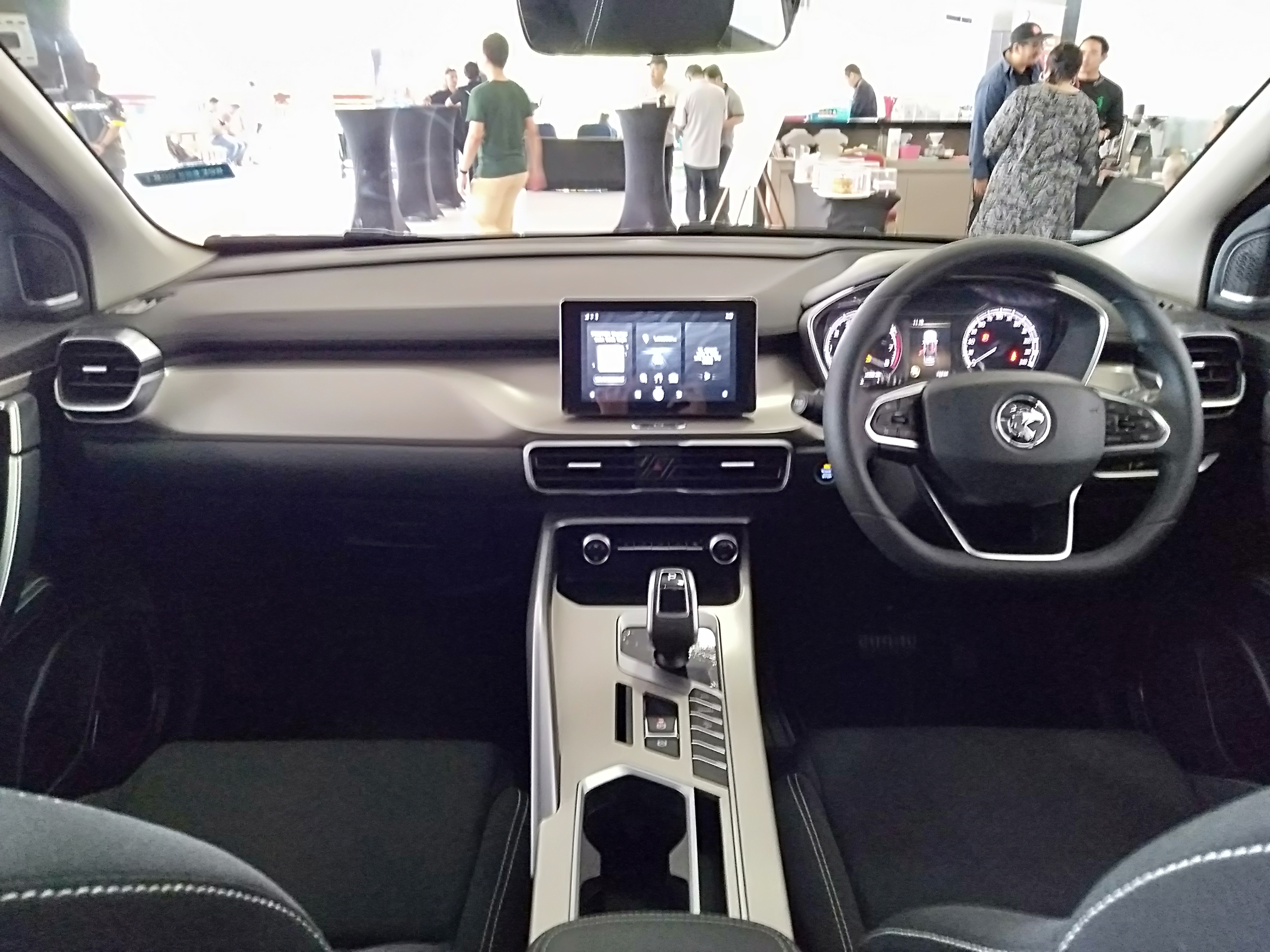
Innenansicht

Der Proton X50 ist ein Kompakt-SUV des malaiischen Automobilherstellers Proton. Das Fahrzeug ist nahezu baugleich mit dem 2018 vorgestellten Binyue des chinesischen Automobilherstellers Geely, wird aber ausschließlich als Rechtslenker gebaut.

## Geschichte
Bereits 2018 führte der Hersteller mit dem X70 ein Fahrzeug auf Basis eines Geely-Modells ein. Der X50 ist die zweite Proton-Baureihe auf Basis eines Geely-Fahrzeugs. Er wurde am 12. September 2020 offiziell vorgestellt. Am 27. Oktober begann in Malaysia der Verkauf, wobei die Preise auf Borneo höher sind als auf der Malaiischen Halbinsel. Im Januar 2025 kam das auf 1000 Exemplare limitierte Sondermodell Sport Edition in den Handel. Eine überarbeitete Version des X50 präsentierte Proton im Juli 2025. Technisch baut das SUV auf der modularen BMA-Plattform des Geely-Konzerns auf.
Im Gegensatz zum größeren X70 wird der X50 von Anfang an als Completely-Knocked-Down-Bausatz im malaiischen Tanjung Malim montiert.

## Technische Daten
Angetrieben wird der Wagen vom aus dem Volvo XC40 bekannten Dreizylinder-1,5-Liter-Ottomotor in zwei Leistungsstufen. Der X50 hat Vorderradantrieb und ein 7-Stufen-Doppelkupplungsgetriebe.
|                                             | 1.5T                           | 1.5 TGDi                       |
| Bauzeitraum                                 | seit 10/2020                   | seit 10/2020                   |
| Motorkenndaten                              |                                |                                |
| Motortyp                                    | R3-Ottomotor                   | R3-Ottomotor                   |
| Hubraum                                     | 1477 cm³                       | 1477 cm³                       |
| Motoraufladung                              | Turbolader                     | Turbolader                     |
| max. Leistung bei min−1                     | 110 kW (150 PS) / 5500         | 130 kW (177 PS) / 5500         |
| max. Drehmoment bei min−1                   | 226 Nm / 1500–4000             | 255 Nm / 1500–4000             |
| Kraftübertragung                            |                                |                                |
| Antrieb, serienmäßig                        | Vorderradantrieb               | Vorderradantrieb               |
| Antrieb, optional                           | —                              | —                              |
| Getriebe                                    | 7-Gang-Doppelkupplungsgetriebe | 7-Gang-Doppelkupplungsgetriebe |
| Messwerte                                   |                                |                                |
| Höchstgeschwindigkeit                       | k. A.                          | 195 km/h                       |
| Beschleunigung, 0–100 km/h                  | k. A.                          | 7,9 s                          |
| Kraftstoffverbrauch auf 100 km (kombiniert) | 6,5 l Super                    | 6,4 l Super                    |
| Tankinhalt                                  | 45 l                           | 45 l                           |